# Bjørvika
Bjørvika – obszar z portem u nasady fiordu Oslofjorden, na wschód od centrum Oslo, stolicy Norwegii. W pobliżu znajduje się ujście rzeki Akerselva i dworzec Oslo Sentralstasjon. Umiejscowiony jest tutaj nowy budynek Opery, nowa siedziba Muzeum Muncha oraz nowa siedziba biblioteki miejskiej. W Bjørvika znajduje się też szereg budynków biurowych i mieszkaniowych pod nazwą Barcode.